# Chela Rivas
Chela Rivas es una cantante, compositora y productora mexicana. Nació y creció en la Ciudad de México, donde comenzó a escribir canciones desde muy joven.  La música de Chela mezcla pop, dance y electrónica, y se ha convertido en una cantante reconocida dentro de la escena de la música electrónica bailable en México.   Es conocida por las canciones "Location" y "Miss You".  Chela Rivas ha conseguido un gran número de seguidores en Spotify, con más de 200,000 oyentes mensuales.

## Temprana edad y educación
Chela Rivas nació en la Ciudad de México, México. Comenzó a escribir canciones cuando era niña y su pasión por la música creció a medida que recibía comentarios positivos y aliento.  Chela estudió composición y producción musical en Fermata en la Ciudad de México y participó en un programa de verano en Berklee College of Music. 

## Carrera
Chela Rivas comenzó a grabar canciones y actuar en vivo con bandas a la edad de 15 años. Desde 2015 actúa como solista. En 2009, Chela comenzó a experimentar mezclando música pop con dance y electrónica, lo que llamó la atención de la industria musical y sus fanáticos. Sus canciones se han convertido en himnos en la pista de baile y su música ha comenzado a difundirse por Estados Unidos, Sudamérica y Europa. 
Chela Rivas ha tenido el honor de ser telonero de DJs como Tiesto, Edward Maya y Dash Berlin, y ha tenido presentaciones en vivo semanales en discotecas y festivales de Ciudad Juárez y otras ciudades.  Chela firmó con un pequeño sello asociado con Sony Music México hace un par de años, pero no se ha sentido apoyado por ellos desde que firmó. Grabó un álbum, pero no pudo lanzarlo por falta de apoyo. Desde entonces, Rivas contactó con Isina, un programa global de búsqueda y desarrollo de talento. 

## Vida personal
Debido a la guerra con los cárteles de la droga en México, a Chela le resulta cada vez más peligroso viajar a pueblos remotos y actuar. 